# Plano meridiano
El plano meridiano del lugar es el plano definido por la vertical del lugar y el eje del mundo, al cual contiene. Corta a la esfera celeste en el meridiano (círculo que pasa por los polos) del lugar (que es por tanto un círculo máximo) y su corte con el plano del horizonte forma la meridiana.